# Vukovarsko naselje (Bjelovar)
Vukovarsko naselje kroz povijest znano i kao Naselje Marijana Topljaka i Topljakovo naselje stambeno je naselje u bjelovarskoj četvrti Švajcarija. Naselje se nalazi u nizbrdici omeđeno Vukovarskom ulicom, željezničkom prugom i Poslovnom zonom Istok.

## Povijest
Naselje je izgrađeno 1970-ih tijekom vremena rastućeg stanovništva grada Bjelovara na neizgrađenim parcelama istočno od pretežito izgrađene Švajcarije. 
Naselje je poput današnje Vukovarske ulice po izgradnji nosilo naziv Naselje Marijana Topljaka po bjelovarskom partizanu.
1991. godine osamostaljenjem Hrvatske naselje postaje Vukovarsko naselje po glavnoj prometnici.

## Zanimljivosti
- Godinu dana nakon smrti Stanka Banića, je dio Jezerske ulice u Vukovarskom naselju preimenovan u ulicu Patera Stanka Banića, na molbu građana.
- Na prostoru današnjeg naselja je u prošlosti prolazio Mlinarski kanal koji je u potpunosti pokopan tijekom 70-ih.